# Alendarova, Pazardjik
Alendarova (în bulgară Алендарова) este un sat în comuna Velingrad, regiunea Pazardjik,  Bulgaria. 

## Demografie
Componența etnică a satului Alendarova
     Bulgari (97,42%)
     Nicio identificare (2,57%)
     Altele (0%)
La recensământul din 2011, populația satului Alendarova era de 272 locuitori. Din punct de vedere etnic, majoritatea locuitorilor (97,42%) erau bulgari. Pentru 2,57% din locuitori nu este cunoscută apartenența etnică.